# Двойное скопление в Персее
Двойное скопление (англ. Double Cluster, также известное как Caldwell 14) — рассеянное звёздное скопление в созвездии Персея, которое находится на расстоянии 7500 световых лет от нас.
Эта пара также широко известна как пара галактических звёздных скоплений, занесённых в каталог с обозначениями NGC 869 и NGC 884. Расстояние между скоплениями — всего несколько сотен световых лет, и их возраст, определённый по наблюдениям отдельных звёзд, почти одинаков, им порядка 12,8 миллионов лет. (Для сравнения, Плеяды имеют возраст в пределах от 75 до 150 млн лет). Это позволяет предположить, что оба скопления сформировались в одной области звездообразования. Оба скопления видны невооружённым глазом, при условии отсутствия светового загрязнения. NGC 869 имеет массу 3 700 солнечных масс, а NGC 884 имеет массу в 2 800 солнечных масс. Однако, более позднее исследование показывает, что оба скопления имеют очень обширное гало из звёзд с общей массой по меньшей мере 20 000 солнечных масс. В каждом из скоплений существует более 300 сине-белых гигантских звёзд. Эти горячие звезды в основном имеют спектральные классы B0. Спектры скоплений смещены в синюю сторону: NGC 869 приближается к Земле со скоростью 39 км/с, а NGC 884 со скоростью 38 км/с.
Хотя оба скопления гораздо моложе Солнца, самые горячие и яркие звёзды в них близки к концу своей жизни, а самые массивные уже превратились в красные гиганты, которые особенно заметны в NGC 869.

## Мифология

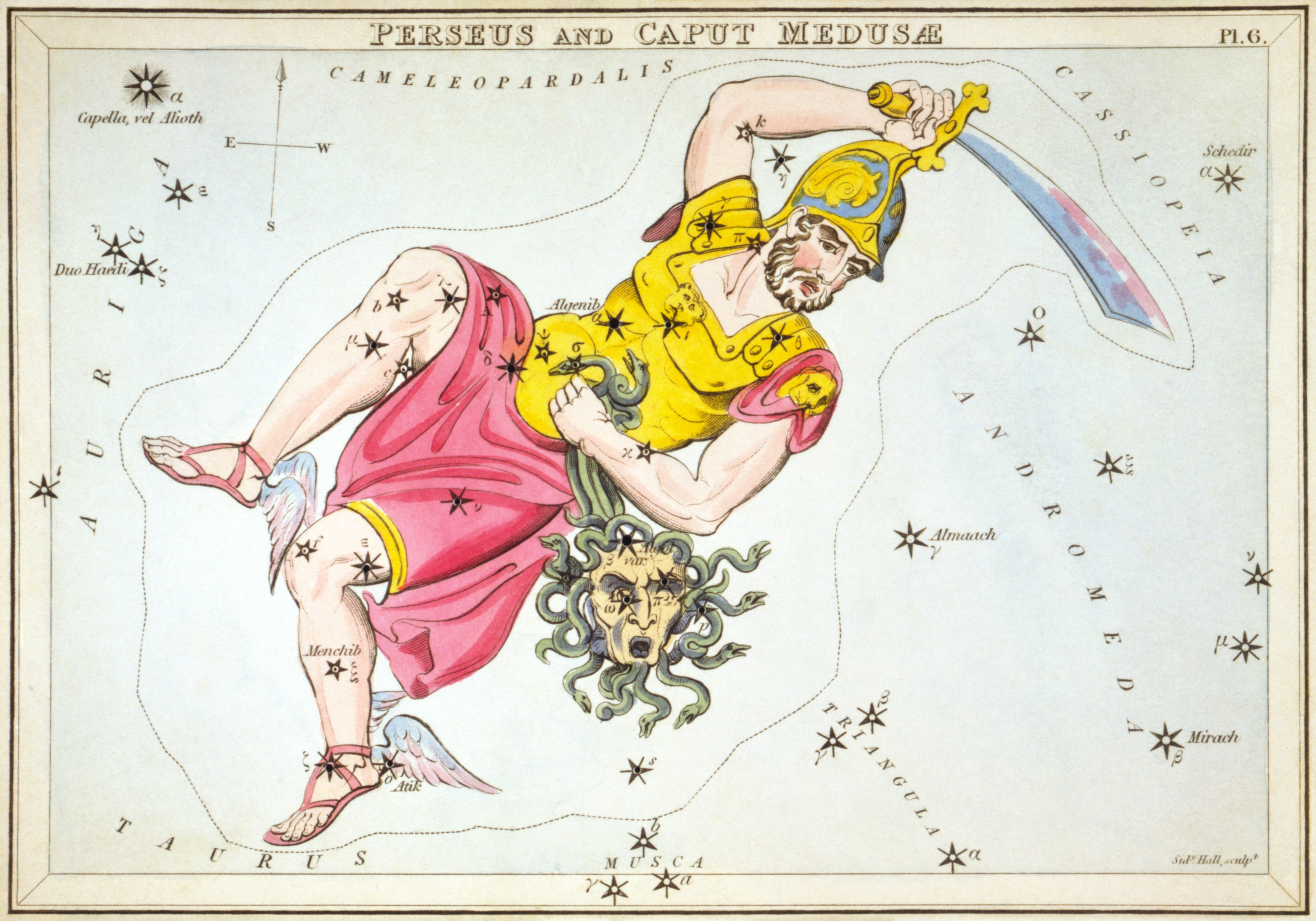
Изображение созвездия Персея из Urania's Mirror. Двойное скопление в Персее представляет украшенную драгоценными камнями ручку меча Персея

Персей — это мифологический символ приключений. Персей родился как сын греческого бога Зевса и смертной женщины Данаи. Наряду с усекновением головы Медузы, Персей совершил и другие подвиги, например, спас царевну Андромеду, которая была прикована к скале, чтобы быть принесённой в жертву морскому монстру. По воле Афины после смерти герой стал созвездием. Помещённый среди звёзд, с головой Медузы в одной руке, и мечом, украшенным драгоценными камнями в другой. Двойное скопление в Персее представляет драгоценную ручку меча Персея.

## История

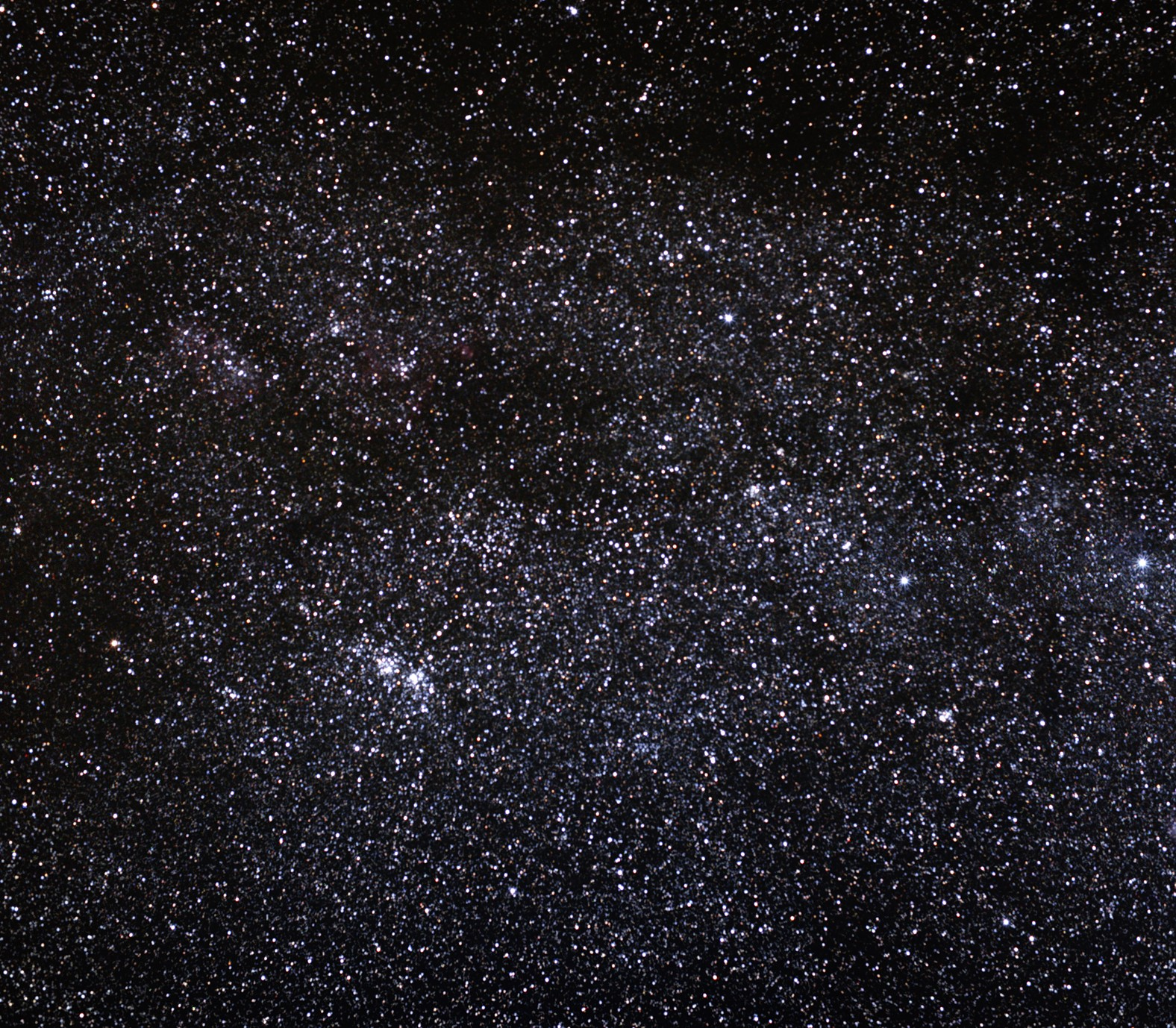
Двойное скопление в Персее

Гиппарх, греческий астроном, каталогизировал объект не позднее 130 года до н. э., однако истинная природа двойного скопления не была известна до изобретения телескопа много веков спустя. В начале 19-го века Уильям Гершель был первым, кто разглядел объект в виде двух отдельных рассеянных скоплений. Двойное скопление в Персее не было включено в каталог Мессье, но было включено в каталог Колдуэлла, содержащего 109 ярких объектов глубокого космоса, не вошедших в каталог Мессье.

## Местоположение
Двойное скопление в Персее является циркумполярным (то есть всегда находится выше над горизонтом) в северных широтах. Оно находится в непосредственной близости от созвездии Кассиопеи. Также Двойное скопление в Персее является радиантом Персеид — метеорного потока ежегодно появляющегося 12 августа со стороны созвездия Персея. Двойное скопление в Персее легко найти в северном небе, оно описано как «впечатляющее» и «захватывающее» зрелище, и часто приводятся в качестве мишени в руководствах любителя астрономии.

## Изображения
Гал.долгота 134,6° 

Гал.широта −3.74° 

Расстояние 7 500 св. лет